# ويل دورست
ويل دورست (بالإنجليزية: Will Durst)‏ هو مقدم برامج إذاعية وصحفي أمريكي، ولد في 18 مارس 1952 في ميلواكي في الولايات المتحدة.

## وصلات خارجية
- الموقع الرسمي
- ويل دورست على موقع IMDb (الإنجليزية)
- ويل دورست على موقع قاعدة بيانات الفيلم (الإنجليزية)